# NGC 3109
NGC 3109 ist eine irreguläre Zwerggalaxie oder eine von der Seite gesehene Spiralgalaxie vom Hubble-Typ SB(s)m im Sternbild Wasserschlange südlich der Ekliptik. Sie ist rund 4,5 Millionen Lichtjahre von der Milchstraße entfernt, liegt am Rande der Lokalen Gruppe, und hat einen Durchmesser von etwa 25.000 Lichtjahren.

NGC 3109 ist die dominierende Galaxie einer kleinen Gruppe von Galaxien, der nach ihr benannten NGC-3109-Untergruppe, zu der Sextans A, Sextans B, die Antlia-Zwerggalaxie und eventuell Leo A gehören, wobei die Zugehörigkeit letzterer zu dieser Untergruppe nicht gesichert ist.
Die Materie in der Scheibe von NGC 3109 hat dieselbe Radialgeschwindigkeit wie diejenige in der Antlia-Zwerggalaxie, mit der diese offenbar infolge einer Kollision vor ca. 1 Mrd. Jahren noch immer wechselwirkt.
NGC 3109 besitzt überwiegend alte Sterne der Population II, die sehr wenig Metalle enthalten. Sie ist das wohl metallärmste größere Mitglied der Lokalen Galaxiengruppe. Auch konnten bislang keine Hinweise auf eine zentrale Verdichtung im Galaxienzentrum gefunden werden, was die Existenz eines massereichen Schwarzen Lochs dort nahezu ausschließt.
Sie wurde am 24. März 1835 von John Herschel während seines Aufenthaltes in Südafrika entdeckt.

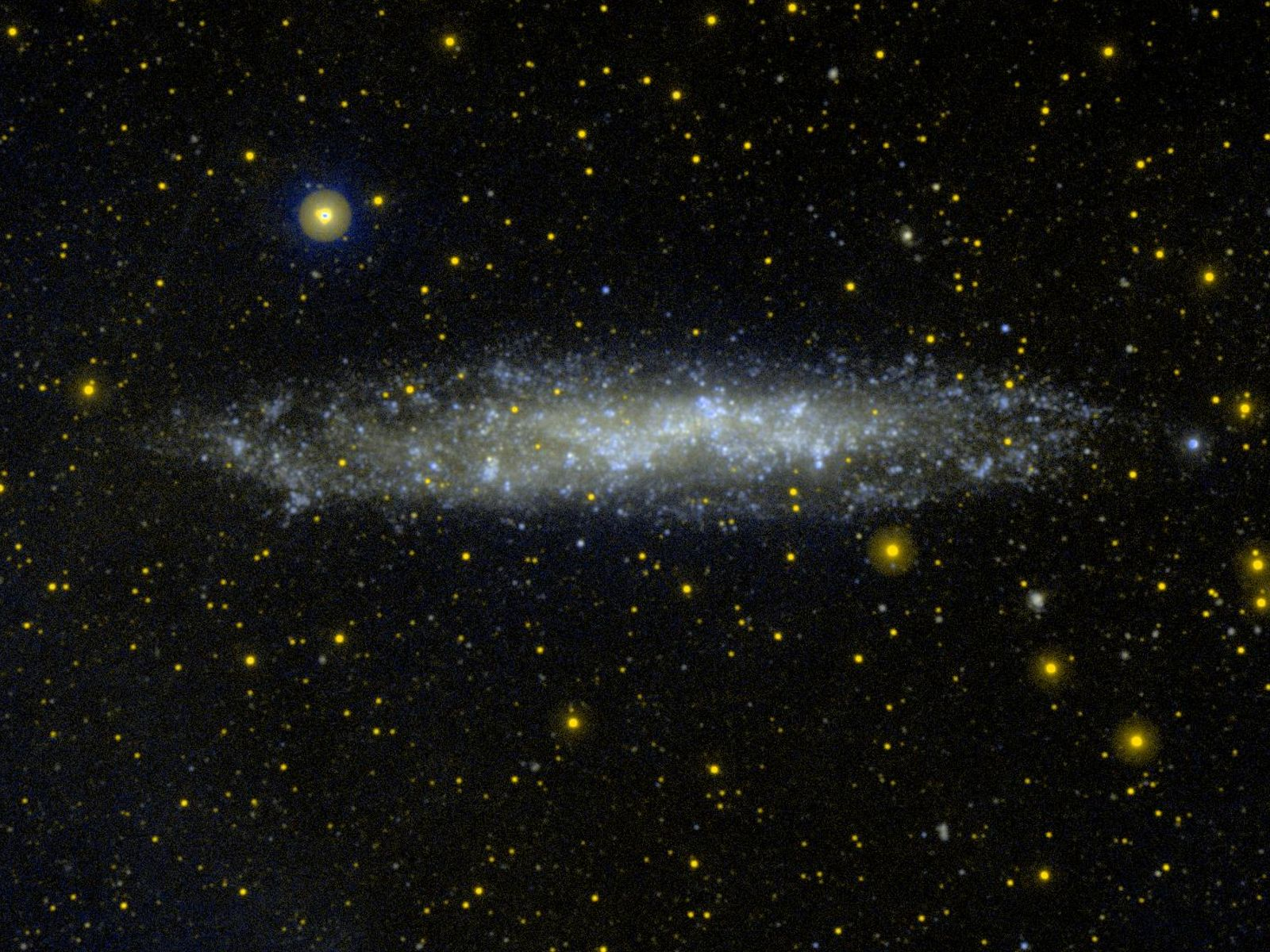
GALEX-Aufnahme von NGC 3109
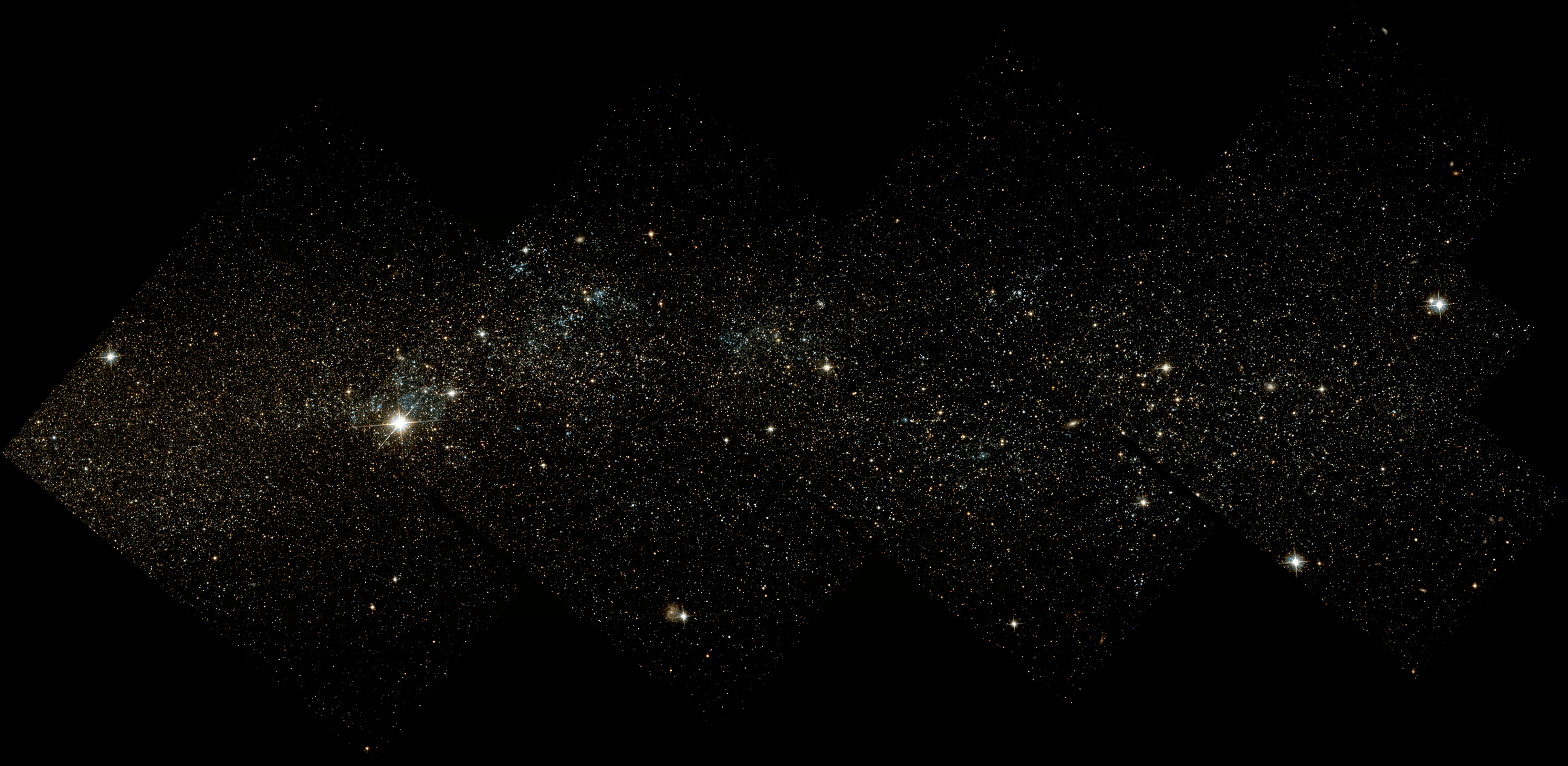
Hochaufgelöste Detailaufnahme, erstellt mithilfe des Hubble-Weltraumteleskops